# Il giardiniere (singolo)
Il giardiniere è un singolo del cantautore italiano Niccolò Fabi, pubblicato nel 1997 come terzo estratto dall'album omonimo.
Esistono anche due versioni remix: una curata da Gigi D'Agostino e l'altra da Mario Scalambrin.

## Tracce
Testi e musiche di Niccolò Fabi e Riccardo Sinigallia.
CD promozionale
1. Il giardiniere (Album Version) – 4:00

CD promozionale – remix
1. Il giardiniere (Mario Scalambrin Mix) – 6:00
2. Il giardiniere (Gigi D'Agostino Mix) – 4:35
3. Il giardiniere (Album Version) – 4:00

12"
- Lato A

1. Il giardiniere (M. Scalambrin Remix) – 6:00

- Lato B

1. Il giardiniere (Gigi D'Agostino Remix) – 4:35
2. Il giardiniere (Radio Edit Mix) – 3:50